# Ośno Lubuskie
Ośno Lubuskieⓘ (em alemão: Drossen, anteriormente, Ośno) é um município no oeste da Polônia. Pertence à voivodia da Lubúsquia, no condado de Słubice, situada às margens do rio Łęcza e do lago Reczynek, na histórica Terra da Lubúsquia. É a sede da comuna urbano-rural de Ośno Lubuskie. Nos anos de 1975 a 1998, administrativamente, a cidade pertencia à voivodia de Gorzów.
É uma cidade de caráter turístico e de lazer, situada entre as colinas de morena do planalto da Lubúsquia.
Ośno Lubuskie fica na histórica Terra da Lubúsquia, na qual foi a capital da região conhecida como Terra de Torzym desde o século XIV.
Estende-se por uma área de 8,0 km², com 3 919 habitantes, segundo o censo de 31 de dezembro de 2021, com uma densidade populacional de 489,9 hab./km².

## História

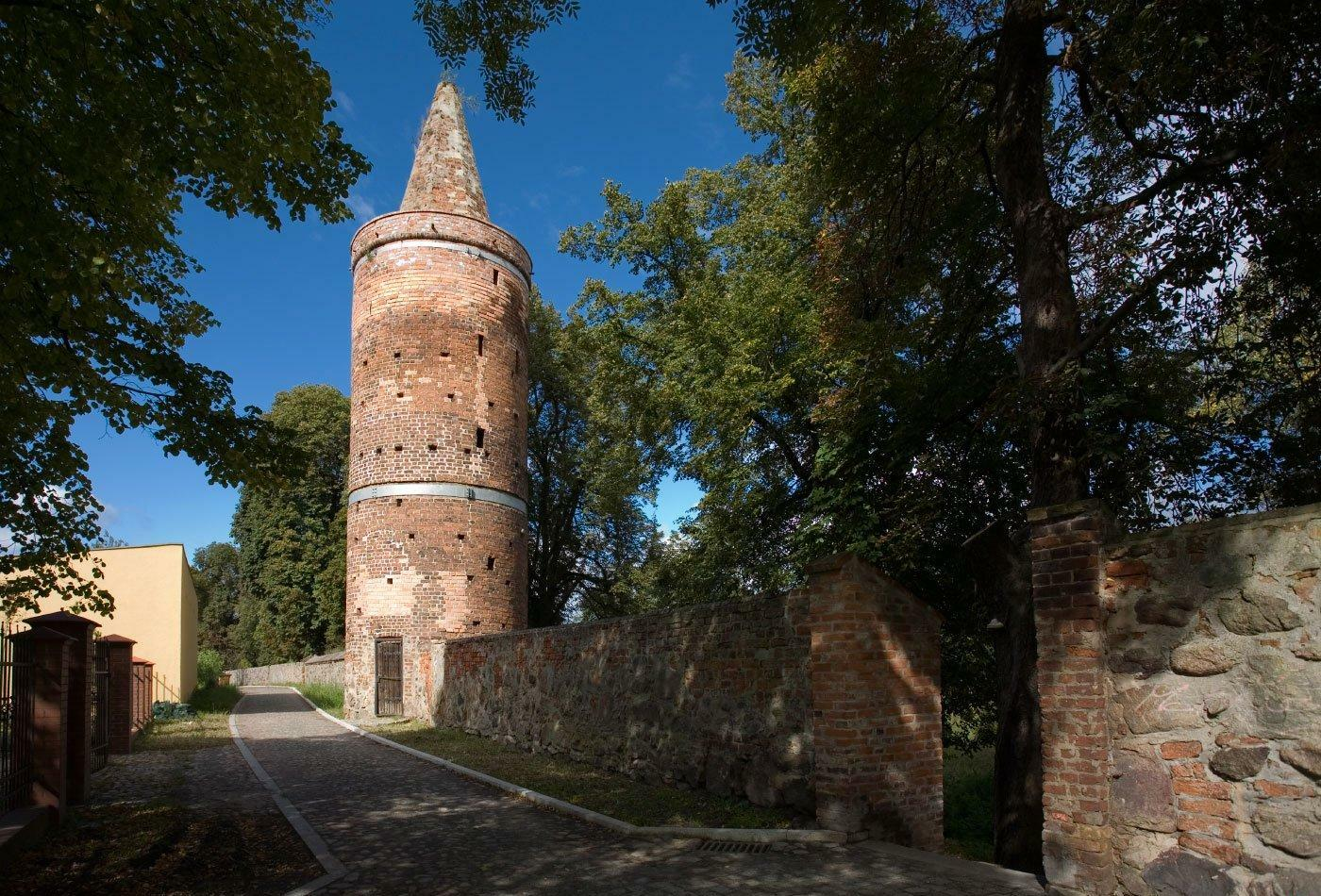
Parte das muralhas da cidade com a Torre Krzaków

Havia uma fortaleza defensiva aqui no início do período Piasta. Ela foi mencionada pela primeira vez em 1252 como “civitas forensi Osna”. Foi-lhe concedido o privilégio de cidade em 1282 pelos bispos da Lubúsquia, a quem pertencia. O primeiro administrador foi Dzierżko de Chycina. Ośno era propriedade dos bispos da Lubúsquia, a partir de 1258, os marqueses de Brandemburgo eram os donos da cidade. O domínio polonês chegou aqui novamente após a eclosão da Guerra da Terra da Lubúsquia em 1319, nas fronteiras do Ducado de Głogów. Em 1324, o príncipe piasta Jan de Ścinawa residiu na cidade, mais tarde reocupada por Brandemburgo. Formalmente, o bispo da Lubúsquia cedeu a cidade a Brandemburgo em 1401. Antes de 1347, Ośno Lubuskie recebeu plenos direitos municipais. Em 1369, foi concedido a Ośno o direito de cunhar sua própria moeda. Inicialmente, era um assentamento mercantil, uma fortaleza defensiva com edifícios no interior de sua muralha, com o tempo, transformou-se em uma cidade. Na Idade Média, Ośno se tornou o principal centro da Terra de Torzymski e, a partir de 1447, quando um estaroste nacional foi estabelecido aqui, a capital da Terra de Torzymski. Era também uma cidade decana. Uma forania foi organizado aqui antes de 1249. Ela incluía 42 igrejas e era a maior de toda a diocese. De 1373 a 1415, juntamente com Brandemburgo, foi governada pela Coroa tcheca.

Antigo brasão de Ośno Lubuskie

A cidade foi incendiada muitas vezes e não foi poupada de guerras e pestes. A cidade era famosa por sua cerveja Ośno, cultivo de flores (plantações de lírios, daí o nome Maiblumenstadt em alemão), aspargos e groselhas. Em 1565, havia 857 cervejarias em Ośno e, no século XVIII, havia 157 oficinas de tecelagem. Em 1584, foi concedido o direito de realizar duas feiras por ano.
A partir de 1810, a cidade foi a capital da chamada Terra de Torzym. A partir de 1871, foi incorporada ao Império Alemão.
Em 1945, a cidade, que foi 70% destruída, foi incorporada à Polônia. Os antigos habitantes foram deslocados para a Alemanha. Em 1946, o nome Ośno foi oficialmente aprovado, e em 1948 o nome atual foi aprovado.
Havia uma fazenda de propriedade do Estado na cidade — a Empresa agrícola estatal em Ośno Lubuskie.

## Monumentos históricos
O registro provincial de monumentos inclui:
- Traçado urbano
- Igreja paroquial de São Tiago, gótica de 1298–1380 até o século XIX; o edifício mais antigo da cidade; a igreja tem uma torre alta e maciça decorada com ameias; em seu interior há, entre outros, um altar policromado renascentista tardio de 1627, um púlpito de 1619, uma pia batismal de pedra de 1667.[12]
- Igreja da Comunidade Nova Apostólica, agora Igreja Católica Romana da Elevação da Cruz, avenida Pokoju, datada de 1933
- Capela do cemitério de Santa Gertrudes, gótico tardio, meados do século XV, no cemitério.
- Muralhas fortificadas, séculos XIV-XV, muralhas medievais da cidade erguidas em 1477 com 12 torres; as muralhas cercam a cidade em um comprimento de 1 350 metros, construídas com pedras irregulares, acrescentadas e complementadas com tijolos
- Prefeitura de 1517, reconstruída de 1842 a 1844, uma prefeitura neogótica que substitui a gótica, construída conforme o projeto do arquiteto Emil Flaminius
- Casa, 32, rua Maja 1, em enxaimel, século XVIII/XIX, não existe mais.

Outros monumentos:
- Sinagoga
- Sinagoga antiga
- Cemitério judeu
- Torre de água de 1903
- Várias casas geminadas dos séculos XVIII e XIX[12]
- Torre de observação de pedra na rua Gronowska, construída em 1937 em homenagem a Dietrich Eckart, um dos líderes do NSDAP[13]

Muralhas da cidade
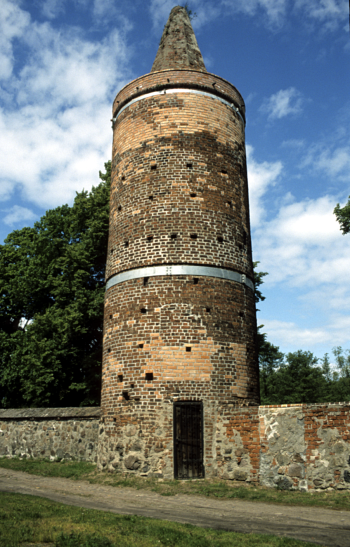
Torre Krzaków
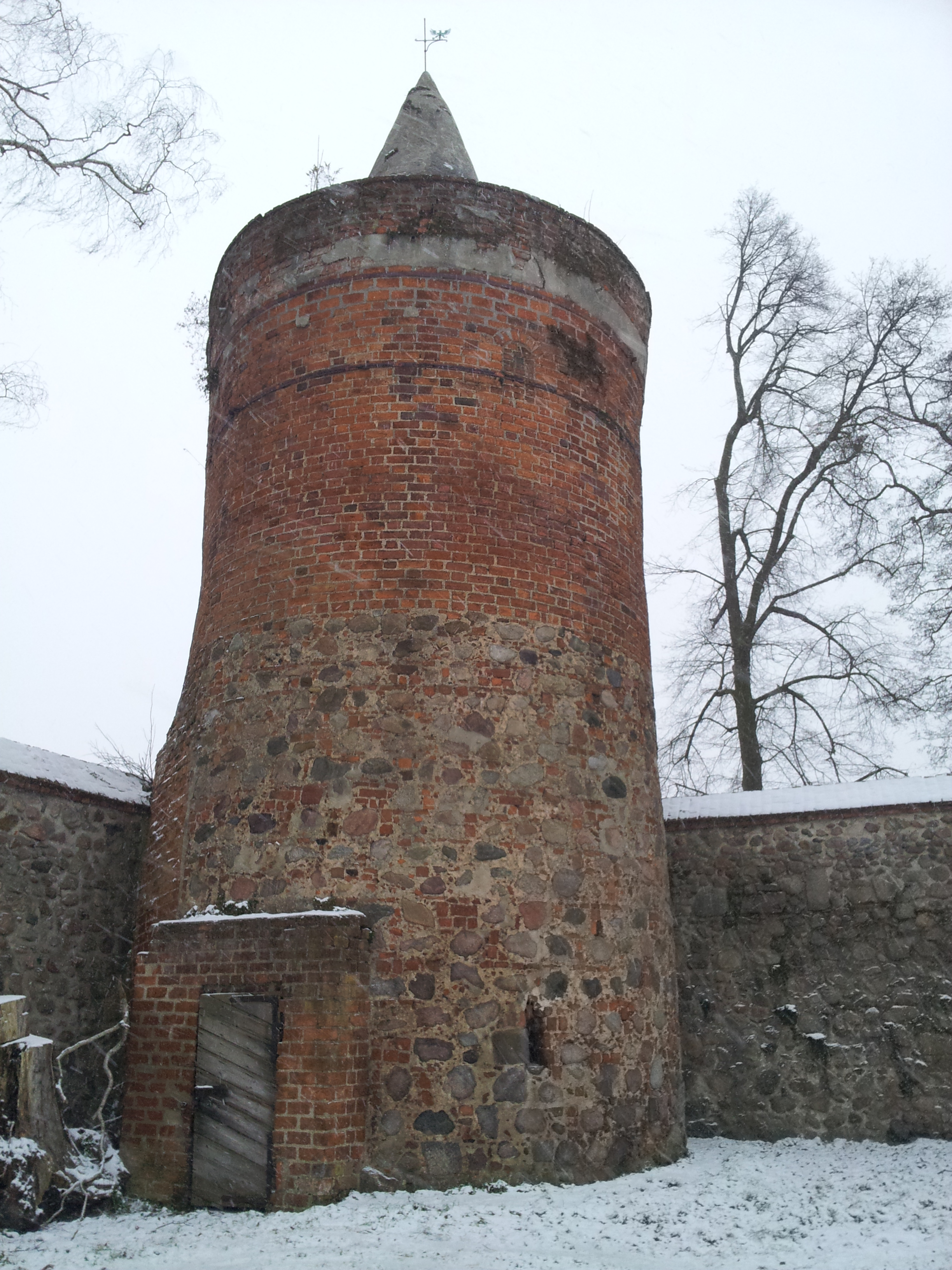
Torre Złodziejska
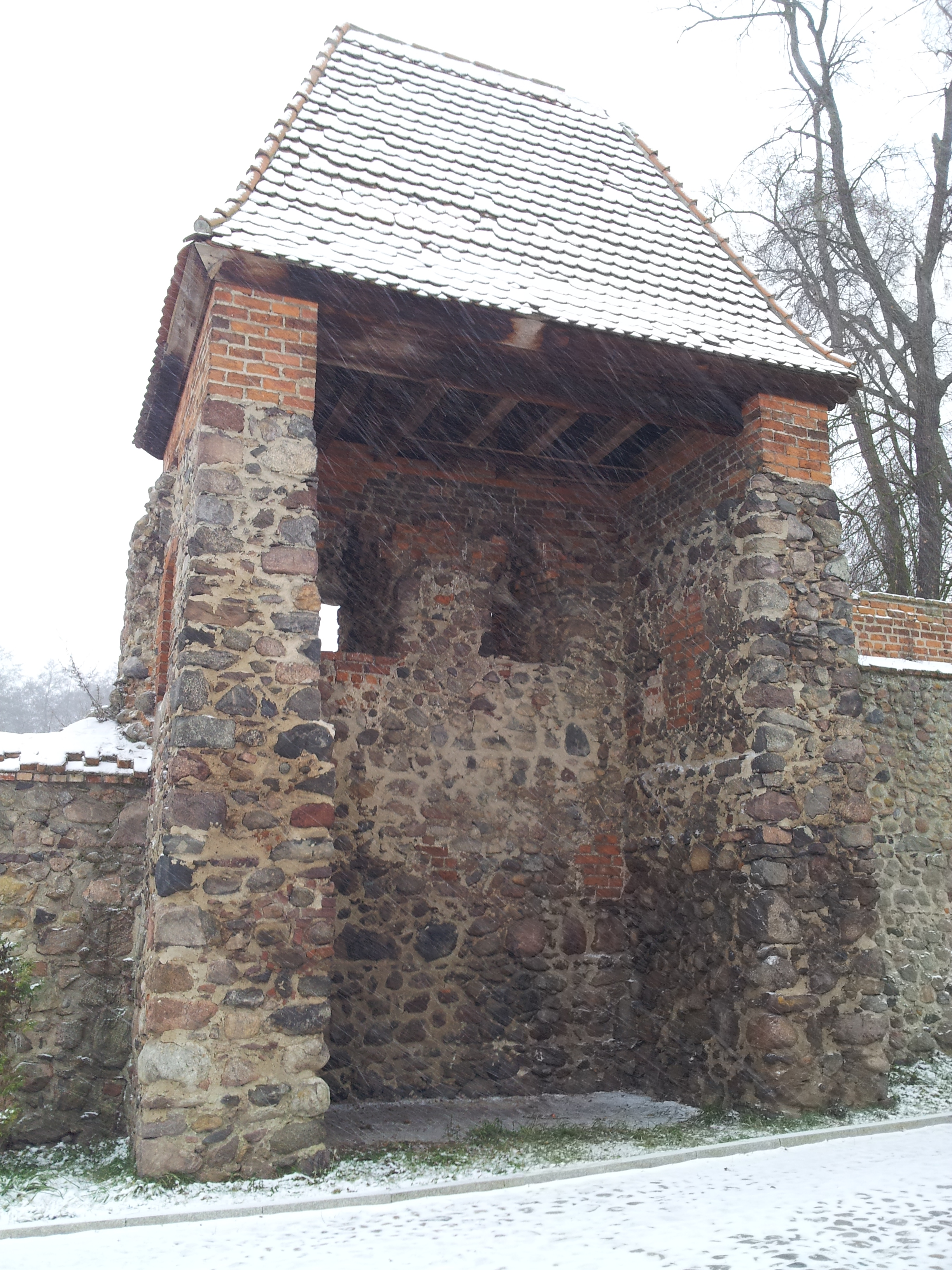
Torre Kapłańska
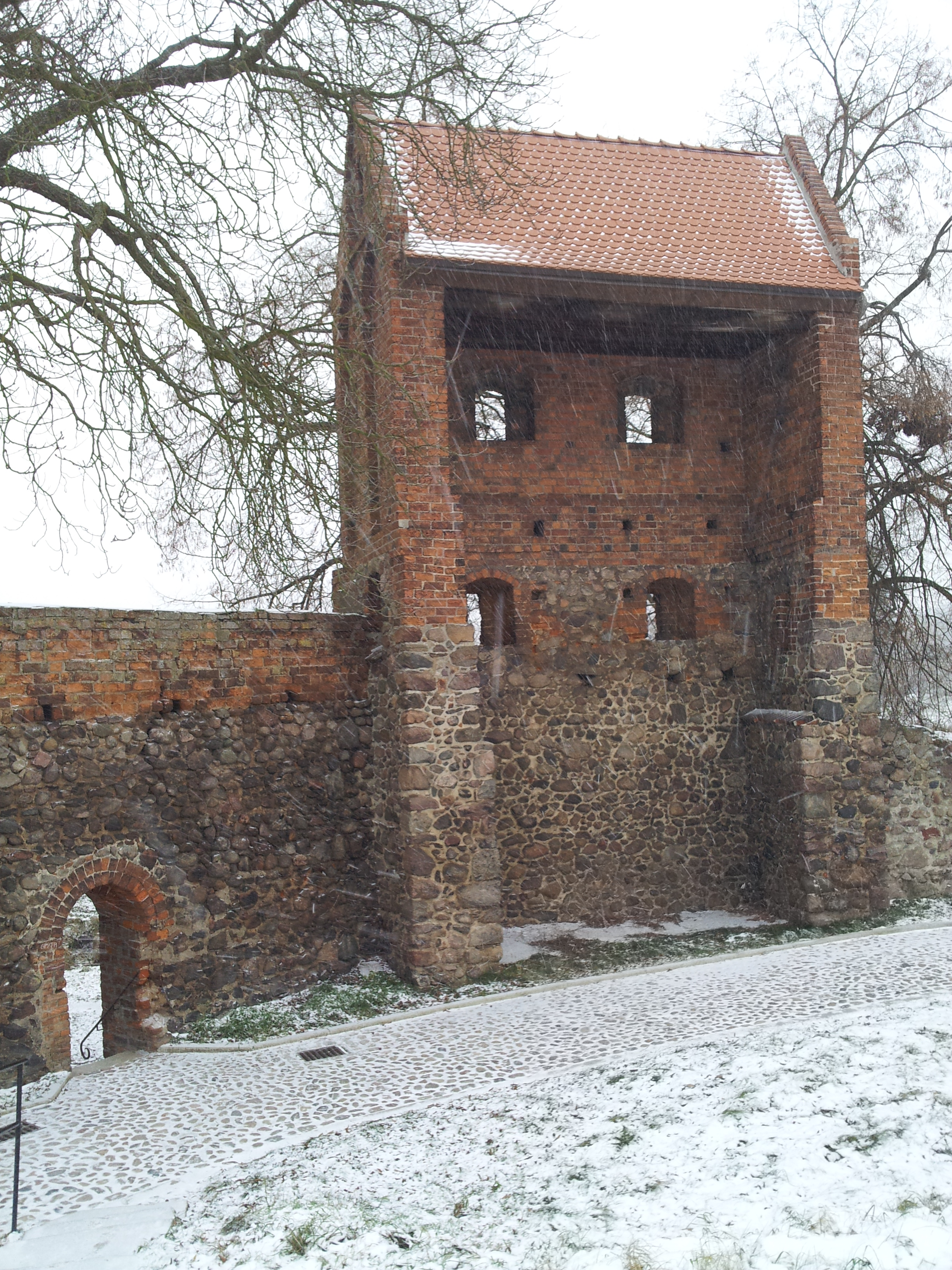
Torre Wielka Chyżańska
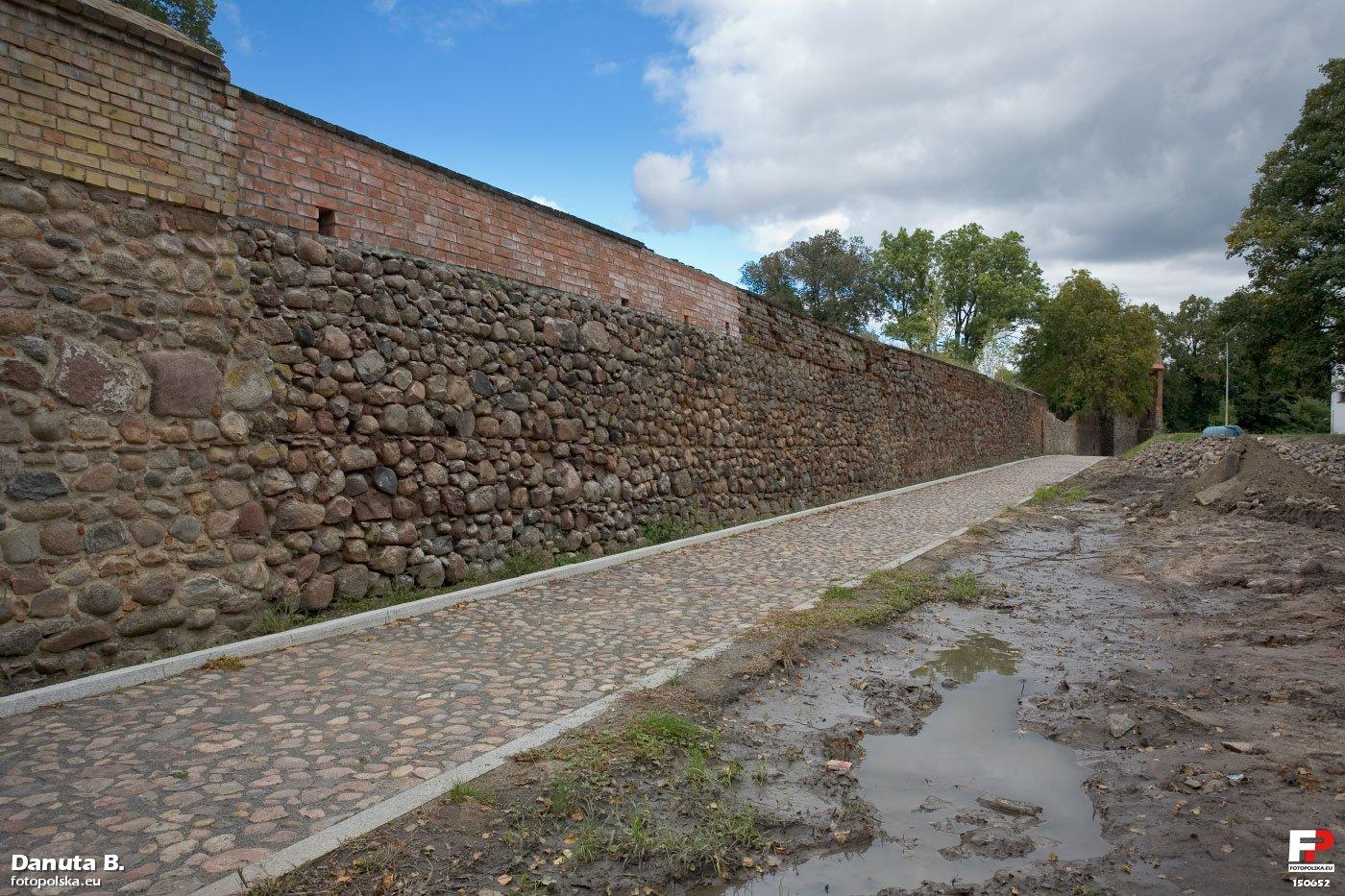
Muralhas da cidade

## Demografia
Conforme os dados do Escritório Central de Estatística da Polônia (GUS) de 31 de dezembro de 2022, Ośno Lubuskie é uma cidade muito pequena com uma população de 3 915 habitantes (28.º lugar na voivodia da Lubúsquia e 648.º na Polônia), tem uma área de 8,01 km² (28.º lugar na voivodia da Lubúsquia e 686.º lugar na Polônia) e uma densidade populacional de 488,76 hab./km² (32.º lugar na voivodia da Lubúsquia e 603.º lugar na Polônia). Nos anos 2002–2021, o número de habitantes aumentou 5,5%.
Os habitantes de Ośno Lubuskie constituem cerca de 8,40% da população do condado de Słubice, constituindo 0,40% da população da voivodia da Lubúsquia.
| Descrição                         | Total      | Total    | Mulheres   | Mulheres | Homens     | Homens   |
| --------------------------------- | ---------- | -------- | ---------- | -------- | ---------- | -------- |
| unidade                           | habitantes | %        | habitantes | %        | habitantes | %        |
| população                         | 3 915      | 100      | 2 016      | 51,5     | 1 899      | 48,5     |
| área                              | 8,01 km²   | 8,01 km² | 8,01 km²   | 8,01 km² | 8,01 km²   | 8,01 km² |
| densidade populacional (hab./km²) | 488,76     | 488,76   | 251,71     | 251,71   | 237,05     | 237,05   |

## Educação

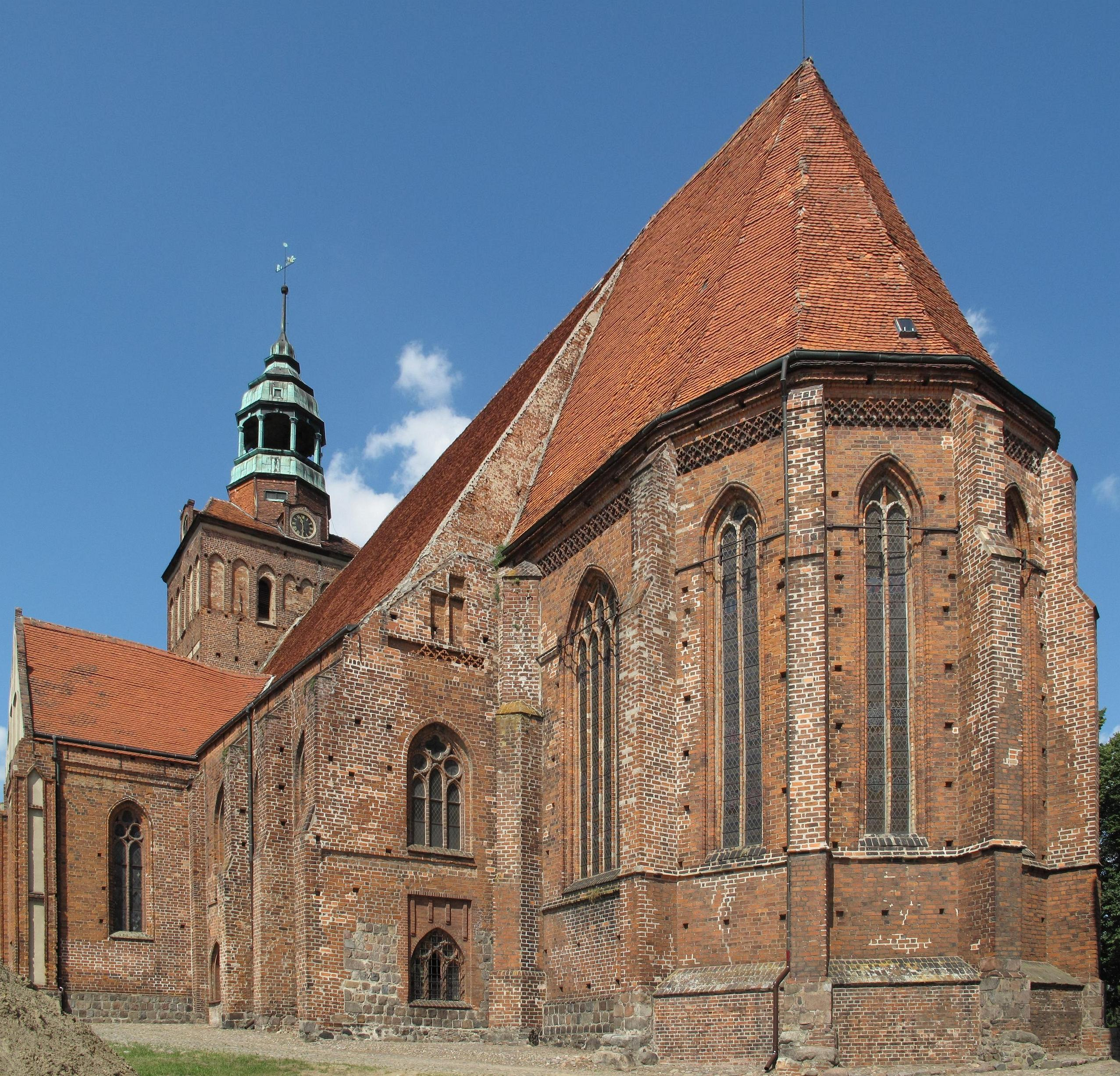
Igreja gótica de São Tiago, Apóstolo

Há a escola primária Maria Skłodowska-Curie na cidade. O prédio abrigava anteriormente o Complexo de Escolas Públicas.
A cidade possui um Jardim de Infância do Governo Local e um Centro Cultural Municipal.

## Esporte e lazer
Em Ośno Lubuskie, um ginásio esportivo foi construído na escola primária em 2005, equipado com campos de futebol, instalações sanitárias e um auditório com 200 lugares. Há também um estádio municipal com capacidade para 700 espectadores (incluindo 360 assentos).
É a sede do clube esportivo municipal “Spójnia” Ośno Lubuskie, fundado em 1948 com o nome de “Chrobry”, que joga na 4.ª divisão. Cores da equipe: branco, vermelho e amarelo.
Há complexos verdes urbanos na cidade, como o Parque do “Mercado Velho” e o Parque “Słowackiego”.

## Transporte

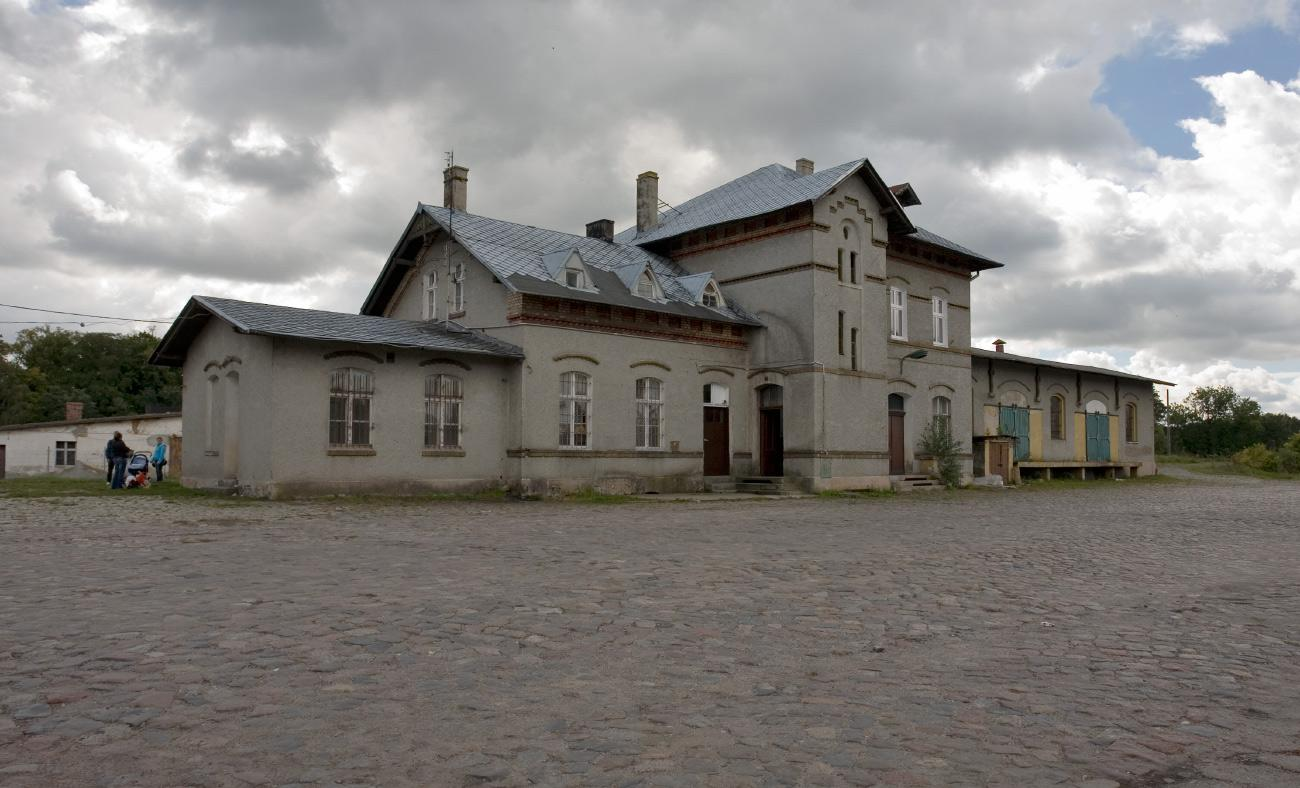
Estação ferroviária de Ośno Lubuskie

### Transporte rodoviário
A cidade está localizada nas seguintes estradas provinciais:
- Estrada provincial n.º 134 − Urad-Rzepin-Ośno Lubuskie-Radachów
- Estrada provincial n.º 137 − Słubice-Kowalów-Ośno Lubuskie-Międzyrzecz-Trzciel

### Transporte ferroviário
Há uma estação ferroviária em Ośno Lubuskie, localizada na linha ferroviária n.º 364 que liga Rzepin a Wierzbno.

## Comunidades religiosas
- Igreja Católica de Rito Latino:
  - Paróquia de São Tiago, Apóstolo, rua Różana 6[26]
- Testemunhas de Jeová:
  - Igreja (Salão do Reino)